# Aleksander Franciszek Chodkiewicz

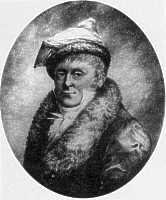
Graf Aleksander Franciszek Chodkiewicz

Aleksander Franciszek Chodkiewicz (* 4. Juni 1776 in Tschornobyl, Polen-Litauen; † 24. Januar 1838 in Młynów, Gouvernement Wolhynien, Russisches Kaiserreich) war ein polnisch-litauischer Adeliger, General, Politiker, Forscher (in Chemie und Technik) und Dichter aus dem Adelsgeschlecht der Chodkiewicz.

## Leben
Aleksander Franciszek war 1812 Mitglied der Übergangsregierung des von französischen Truppen zurückeroberten Großfürstentums Litauen, ab 1813 General, Senator und Kastellan des Königreichs Polen. Aleksander war außerdem im wissenschaftlichen Bereich der Chemie und in der Literatur als Dichter tätig. Seine Eltern waren Jan Mikołaj Chodkiewicz und Maria Ludwika Chodkiewiczowa, geborene Rzewuska.
Er war ab 1799 mit Karolina Teressa Walewska verheiratet. Mit ihr hatte er die drei Kinder Zofia Chodkiewiczowa, Jan Karol Chodkiewicz und Michał Mieczysław Chodkiewicz (1807–1851).
Nach der Scheidung von Karolina im Jahr 1814, hat er die Franciszka Ksaweryna Szczeniowska geheiratet. Die Hochzeit fand 1824 in Młynów statt. Mit ihr hatte er einen Sohn, Bolesław Chodkiewicz.